# 空いっぱいに奏でる祈り
『空いっぱいに奏でる祈り』（そらいっぱいにかなでるいのり）は、2005年8月24日にリリースされたAqua Timezのデビューミニアルバム。

## 解説
インディーズシーンでの発売である。このアルバム収録の「等身大のラブソング」が有名になり、発売から半年後にオリコンチャート1位を獲得し、累計で80万枚を越える大ヒットとなったAqua Timezの出世作である。シングル、アルバム通じて自身最大のセールスを記録している。

## チャート推移
2005年11月21日付のオリコン週間アルバムチャートで144位に初登場。翌週11月28日付で92位にランクインし初のトップ100入り。12月5日付ではトップ100圏外となるが、12月12日付で再びトップ100入りを果たすと順位を上げていき、翌年2006年1月30日付で初のトップ10入りを果たした。同年2月20日付で首位を獲得。チャートインから首位獲得までに要した期間は14週であり、邦楽の1枚目のアルバム首位獲得までの最長期間記録としてはDef Techのミニ・アルバム『Def Tech』の10週目を抜き記録を更新した。インディーズ・アーティストによるアルバム首位獲得はMONGOL800、HY、ロードオブメジャー、Def Techに続き史上5組目であり、1枚目のアルバムでの首位はロードオブメジャー、Def Techに続き史上3組目となった。

## 収録曲
1. 希望の咲く丘から [4:52]
アマチュア時代の1stミニアルバム「悲しみの果てに灯る光」の5曲目に収録されていた曲。PVが存在している。
2. 向日葵 [5:39]
アマチュア時代の1stミニアルバム「悲しみの果てに灯る光」の2曲目に収録されていた曲であり、その時は後半の「光の射す方へ」以降の部分が製作されていなかった。
3. 等身大のラブソング [4:38]
PVも存在。サビの部分が当時OAされていた公共広告機構（現：ACジャパン）のCMの部分とも重なったためか、有線やFM局を中心に大量にOAされる。アマチュア時代は、初代シングル「いつもいっしょ」のボーナストラックとして収録されていた。しかし、「いつもいっしょ」に収録されているのとは歌詞が異なる。太志曰く、「ファンの皆が育てた曲。」
4. 独り言 [3:49]
アマチュア時代の1stミニアルバム「悲しみの果てに灯る光」の4曲目に収録されていた曲。
5. 上昇気流 [4:35]
アマチュア時代のライブでも演奏されていた曲。CDに収録されるのは本作が初である。
6. 一生青春 [3:44]
アイシン精機（現:アイシン）のCM曲。
アマチュア時代のライブでも演奏されていた曲。時期的に2ndミニアルバム七色の落書きの収録曲であるシャボン玉Daysの次に製作された。PVも存在。
7. 始まりの部屋 [3:30]
バンドを結成して間もない頃に製作された、アマチュア時代の中でもかなり古い曲。CDに収録されるのは本作が初である。
8. Blues on the run [1:03]
語り口調の曲。歌詞が歌詞カードの中ではなく、CDの下のケースの部分に表記されている。
9. 青い空 [5:35]
太志とOKP-STARが一緒にバンドをやって行こうと決めたきっかけとなった曲。CDに収録されるのは本作が初である。ちなみに、TASSHIはこの曲を聴きAqua Timezに加入することを決めた。

## 「等身大のラブソング」収録作品・カバー
| 発売日         | タイトル                                                                                    | 規格品番                    |
| -------------- | ------------------------------------------------------------------------------------------- | --------------------------- |
| 2009年01月20日 | 『Canary-恋ウタ』                                                                           | RBCP-2363                   |
| 2009年01月21日 | LOVERS ROCREW『LOVERS POP Pure』                                                            | USM-017                     |
| 2009年10月14日 | ベストアルバム『The BEST of Aqua Timez』                                                    | ESCL-3300 ESCL-3303         |
| 2009年12月23日 | DVD『Aqua Timez still connected tour '09』                                                  | ESBL-2272                   |
| 2010年08月25日 | DVD『Aqua Timez Music 4 Music tour 2010』                                                   | ESBL-2281 ESBL-2282         |
| 2011年12月21日 | DVD/BD『Aqua Timez "Carpe diem Tour 2011" 日本武道館』                                      | ESBL-2297 ESBL-2299 ESXL-12 |
| 2012年12月12日 | 『想いでソングス～Special Diary～』                                                         | MCAS-0007                   |
| 2013年02月06日 | 『卒うたベスト mixed by DJ瑞穂』                                                            | GRVY-029                    |
| 2013年05月01日 | 『もて↑歌MIX mixed by DJ SHINSTAR』                                                         | MGT-6                       |
| 2013年11月27日 | DVD/BD『Aqua Timez “because we are we” tour 2012-2013』                                     | ESBL-2345 ESXL-35           |
| 2014年10月03日 | 朝倉さや『方言革命』                                                                        | SLSC-0004                   |
| 2014年12月03日 | 朝倉さや『マストアイテム』                                                                  | SLSC-0006                   |
| 2015年05月27日 | DVD/BD『Aqua Timez Shoes and Stargazing Tour 2014』                                         | ESBL-2399 ESXL-58           |
| 2015年08月25日 | ベスト『10th Anniversary Best RED』                                                         | ESCL-4509 ESCL-4511         |
| 2015年12月23日 | DVD/BD『sing along SINGLES tour 2015 ～シングル18曲一本勝負プラスα～日本武道館』            | ESBL-2426 ESXL-75           |
| 2016年01月20日 | MK-twinty『めっちゃ!恋の予感』M-01「等身大のラブソング ~女子道~」(女子目線の歌詞でリメイク) | CRCP-40442                  |